# Athabasca University Press
L'Athabasca University Press (AU Press) est une maison d'édition scientifique de l'Université Athabasca. Fondée en 2007, elle est le premier éditeur en libre accès au Canada. Au pays, les livres publiés par la maison d'édition sont distribués par l'University of British Columbia Press (en).
En 2019, l'AU Press cumule environ 120 livres publiés, évalués par des pairs. On y compte des titres sur l'histoire de l'Amérique du Nord occidentale, des études sur le travail, l'enseignement à distance et en ligne et des études autochtones. L'AU Press publie également des œuvres de fiction, de théâtre, de poésie et d'autobiographie, originales et traduites,.
L'AU Press propose également un accès numérique gratuit à ses publications sur son site Internet ainsi que des ressources éducatives en libre accès créées par des professeurs de l'Université Athabasca. Toutes les œuvres sont publiées sous licence Creative Commons.
La presse est actuellement membre de l'Association des presses universitaires (en), de l'Association des presses universitaires canadiennes (en) et de la Book Publishers Association of Alberta.